# Bob Bradley
Pour les articles homonymes, voir Bradley.
Bob Bradley, né le 3 mars 1958 à Montclair (New Jersey), est un entraîneur américain de football. 
Son fils, Michael, est un joueur professionnel de football évoluant au Toronto FC et en sélection américaine, tandis que son frère Scott (en) est un joueur de baseball.

## Biographie

### Bradley au niveau universitaire
Bradley naît et grandit dans le New Jersey, jouant au football au West Essex High School (en) et à l'Université de Princeton. La carrière d'entraîneur de Bradley démarre en 1981, lorsqu'il est nommé entraîneur de l'équipe de l'Université de l'Ohio à l'âge de vingt-deux ans.
Il est l'adjoint de l'entraîneur de l'équipe de l'Université de Virginie, Bruce Arena, en 1983-1984, avant de retourner à Princeton, cette fois-ci comme entraîneur principal. Bradley reste à la tête des Tigers de 1984 à 1995, remportant à deux reprises le championnat de l'Ivy League et atteignant le Final Four du championnat de la NCAA en 1993.

### Major League Soccer
En 1996, Bradley est à nouveau l'adjoint d'Arena, cette fois-ci à D.C. United dans la nouvelle Major League Soccer, ainsi qu'avec la sélection américaine lors des Jeux olympiques d'été de 1996. Fin 1997, il est nommé entraîneur principal du Fire de Chicago, tout juste créé. Il remportant le doublé Coupe MLS-Coupe nationale pour sa première saison, en 1998. De par ce succès, il est élu entraîneur de l'année de la ligue. Son palmarès s'épaissit en 2000 lorsque le Fire remporte la Coupe des États-Unis.
Après la saison 2002, Bradley quitte Chicago et prend les rênes des MetroStars, qui l'avaient déjà sollicité en 1996 et 1997. Avec lui, les MetroStars atteignent leur première finale de Coupe de leur histoire en 2003. Bradley est remercié en octobre 2005 alors qu'il ne reste que trois matchs à disputer en saison régulière, le club ayant peu de chances d'atteindre la phase de séries éliminatoires. 
En 2006, Bob Bradley est nommé entraîneur du club de Los Angeles du Chivas USA qui fait alors un mauvais début de saison. La jeune équipe termine finalement troisième de la Conférence Ouest avant de perdre en séries face au Dynamo de Houston.

### Équipe des États-Unis
À la suite des mauvaises performances de la sélection américaine lors de la Coupe du monde 2006, la fédération américaine nomme Bob Bradley en intérim pour prendre en charge la sélection en décembre 2006. Bien qu'il ait été vu comme un second choix, le mieux placé selon les spécialistes étant Jürgen Klinsmann, Bradley établit rapidement un squelette pour la sélection, introduisant de jeunes joueurs et approchant son travail comme un sélectionneur permanent.
Ses débuts sont convaincants, et après une série de matchs amicaux victorieux, dont une victoire sur le score de 2-0 contre le Mexique, la Fédération le nomme officiellement sélectionneur le 15 mai 2007. Les Américains atteignent la finale de la Gold Cup 2007, battant les Mexicains pour la seconde fois en quatre mois sur le score de 2-1. Lors de sa première année à la tête de la sélection, Bradley compte un bilan de 12 victoires, 1 nul et 5 défaites, avec une période d'invincibilité de dix matchs étalée sur cinq mois.
Néanmoins, les Américains ne confirment pas leur bon parcours lors de la Copa América 2007, la plupart des joueurs étant de jeunes espoirs de la Ligue majeure de football. Le fait que ce soit la deuxième compétition lors du même été 2007 et que les clubs ne soient pas obligés de libérer leurs joueurs, les Américains étant invités par la CONMEBOL peuvent expliquer ce coup d'arrêt. L'équipe perd son premier match de l'ère Bradley contre l'Argentine en match d'ouverture (4–1). Les États-Unis quittent la compétition sans aucun point après deux autres défaites contre le Paraguay et la Colombie. Les défaites s'enchainent ensuite, à l'extérieur contre la Suède et à domicile contre les Brésiliens. Néanmoins, l'année se termine par deux victoires contre la Suisse et l'Afrique du Sud.
Début 2008, Bradley et la Fédération programment sept matchs amicaux contre des équipes de l'élite mondiale en vue des qualifications pour la Coupe du monde de football de 2010. Après un match nul 2–2 lors du match amical annuel contre le Mexique, les États-Unis perdent 2-0 en Angleterre, 1–0 en Espagne, et obtiennent le nul face à l'Argentine à domicile.
Lors du deuxième tour des éliminatoires du Mondial 2010, la sélection bat la Barbade 8–0 à domicile, ce qui est la plus large victoire de l'histoire des États-Unis, et 0–1 à l'extérieur. Lors du Third Round, les Américains dominent leur groupe composé du Guatemala, de Trinité-et-Tobago, et de Cuba, et se qualifie pour le quatrième tour. Bradley et les États-Unis battent le Mexique 2-0, avec deux buts de son fils Michael Bradley. Plus tard en 2009, Bradley mène l'équipe en finale de la Coupe des confédérations 2009, avec durant son parcours une victoire 2–0 contre l'Espagne, numéro un mondial au classement FIFA et championne d'Europe, brisant ainsi leur série d'invincibilité de 35 matchs.
La Gold Cup 2009 voit la victoire des Mexicains sur le score de 5-0 face aux Américains, qui ont une équipe remaniée en raison de la récente Coupe des confédérations. Néanmoins, la sélection perd de nouveau 2-1 lors des qualifications face à son rival du Sud. Cela n'empêche pas l'équipe de Bob Bradley de se qualifier pour la Coupe du monde de 2010 après une victoire 3 buts à 2 face au Honduras en octobre 2009. 
Placés dans le groupe C de la compétition, les Américains tiennent en échec l'Angleterre (tête de série) (1-1), égalisent de nouveau face à la Slovénie (2-2) et battent l'Algérie (1-0). Ils se qualifient pour les huitièmes de finale comme premiers de leur groupe mais tombent face au Ghana 2-1 (après prolongation) comme en phase de groupes, en Allemagne, quatre ans auparavant. Bob Bradley est remercié le 28 juillet 2011 à la suite d'une nouvelle défaite face au Mexique (2-4) en finale de la Gold Cup 2011 et remplacé le lendemain par l'Allemand Jürgen Klinsmann.

### Avec l'Égypte
Bob Bradley est nommé à la tête de l’équipe nationale d'Égypte en 2011. Il remet vite l’Égypte sur le bon chemin avec une série de 13 matchs sans défaite, excepté son premier match contre le Brésil. En dépit d'un climat difficile à la suite des évènements de Port-Saïd en février 2012, qui entraînent notamment une suspension du championnat, il décide de rester en place. Il échoue à qualifier l’Égypte pour la coupe du monde 2014 après une défaite 1-6 au Ghana lors des barrages aller malgré une victoire 2-1 au retour.
Bradley participe également à de nombreuses actions caritatives en faveur des enfants malades d’Égypte. Son installation dans la ville du Caire favorise son implication dans son rôle d’entraîneur.

### Expériences européennes
Désireux de connaître le football européen, il prend la direction de la Norvège et du club de Stabaek qui fait alors son retour dans l'élite. Il devient le premier entraîneur américain à la tête d'une équipe européenne de première division. Pour sa première saison en 2014, il termine à la neuvième place. 
Alors que le podium et une qualification pour la Ligue Europa sont assurés pour 2015, il rejoint la France en signant pour deux ans au Havre AC et son président américain, Vincent Volpe, en Ligue 2 en novembre 2015, devenant ainsi le premier entraîneur américain à exercer en France. Il quitte le club havrais le 3 octobre 2016 pour rejoindre le club de Premier League de Swansea City FC, d'où il est renvoyé en fin décembre 2016 à la suite des mauvais résultats du club.

### Retour en MLS
En 2018, il est nommé à la tête du Los Angeles FC, nouvellement intégré en MLS. Pour sa première saison, le club termine à la 3e place de la conférence Ouest. En 2019, il remporte la saison régulière (le Supporters' Shield) avec un nombre de points record, mais s'incline en demi-finale de la Coupe MLS. Le club atteint en 2020 la finale de la Ligue des champions de la CONCACAF en éliminant trois clubs mexicains, mais s'incline finalement face au 4e représentant, les Tigres UANL. 
Après une dernière saison plus décevante, marquée par une non qualification en Coupe MLS, le club annonce le départ de son entraîneur à la fin de son contrat, en novembre 2021. Quelques jours plus tard, Bob Bradley est nommé entraîneur et directeur sportif du Toronto FC, dont son fils est capitaine. Le 26 juin 2023, il est démis de ses fonctions alors que sa formation est avant-dernière dans la conférence de l'Est avec seulement trois victoires en vingt rencontres.

### Deuxième passage avec Stabæk
Libre depuis son départ du Toronto FC en juin 2023, Bob Bradley est recruté le 10 septembre suivant par Stabæk, club norvégien où il a officié en 2014 et 2015, afin de maintenir le club en première division.

## Palmarès
| Tigers de Princeton (2)                    | Fire de Chicago (3)                                                                        | MetroStars (0)                                   | Los Angeles FC (1)                                                                                    | États-Unis (1)                                                                                              |
| ------------------------------------------ | ------------------------------------------------------------------------------------------ | ------------------------------------------------ | --- | --- |
| - Ivy League : - Vainqueur : 1984 et 1985. | - Coupe MLS : - Vainqueur : 1998. - Lamar Hunt U.S. Open Cup : - Vainqueur : 1998 et 2000. | - Lamar Hunt U.S. Open Cup : - Finaliste : 2003. | - Supporters' Shield : - Vainqueur : 2019. - Ligue des champions de la CONCACAF : - Finaliste : 2020. | - Gold Cup - Vainqueur : 2007. - Finaliste : 2009 et 2011. - Coupe des confédérations : - Finaliste : 2009. |

Distinctions personnelles
- Trophée de l'entraîneur de l'année en MLS en 1998, 2006 et 2019[4].